# شبكة البوليتك
شبكة البوليتك هي تجمع يضم 16 مدرسة هندسة فرنسية تابعة للجامعات. تأسست الشبكة في عام 2003 بهدف زيادة ظهور مدارسها على المستوى الوطني والدولي.
تقبل مدارس الشبكة طلابها عبر:
- مسابقة جيبي بوليتك بعد الحصول على البكالوريا أو
- في مسابقة e3a إلى باك+2.

هذه المسابقات وطنية ومشتركة مع كليات الهندسة الأخرى. ترتبط مدارس البوليتكنك بالجامعات العلمية و/أو التكنولوجية في الغالب.

## تاريخ
المدارس المتعددة التخصصات التقنية أو ما يعرف بمدارس البوليتكنيك هي نتاج تطبيق القانون  الذي ينص على إنشاء مراكز جامعية متعددة التخصصات التقنية، إلى جانب الجامعات التكنولوجية (المادة 12) (المادة 13) "مهمتها تدريب المهندسين وتطوير البحث والتكنولوجيا". ويجب أن يكون لدى هذه المراكز "تدفق سنوي للطلاب الجدد يساوي على الأقل مائتين وخمسين طالبًا" ولها صفة المدارس الداخلية للجامعات.
ظلت هذه المادة من القانون خاملة حتى عام 1999، عندما كانت بمثابة إطار قانوني لدمج معهد البحث والتعليم العالي في تقنيات الإلكترونيات و معهد العلوم الهندسية في الطاقة الحرارية والمواد، من جامعة نانت، مع مدرسة خاصة في سان نازير. تم إنشاء المدرسة متعدد التخصصات التقنية بجامعة نانت بموجب مرسوم نشر في الجريدة الرسمية  بتاريخ 1 يناير 2000 وكان هدف الوزارة إنشاء نموذج عام لتجمعات كليات الهندسة في الجامعات: المدارس التي كان عددها يتزايد بشكل حاد، ولكنها كانت في كثير من الأحيان متخصصة للغاية والتي عانت من عدم وضوح الرؤية.تم الاحتفاظ بالاسم الإداري "المدارس المتعددة التخصصات الجامعية" ووضعت الوزارة المواصفات؛ وادمجتهم في الجامعات، ونظمتهم في شبكة وطنية مستوحى من تلك الموجودة في المعاهد الجامعية للتكنولوجيا العريقة. وباعتبارها مدارس داخلية بالجامعات، فإنها تتمتع باستقلالية الإدارة والتوجيه داخل الجامعة، ويتولى إدارتها مجلس منتخب، ويتولى إدارتها مدير يعينه الوزير المسؤول عن التعليم العالي بناء على اقتراح المجلس.
وبسرعة كبيرة، تزايد عدد هذه المدارس: في عام 2001 من بوليتك مرسيليا، ثم في عام 2002 من بوليتك ليل، وبوليتك تور، وبوليتك أورليانز، وبوليتك غرونوبل. وشكلوا شبكة تحمل الاسم "بوليتك" وشعارا مشتركا، واعتمدت نفس النموذج القانوني والتزمت بسياسة مشتركة للتواصل والتعاون التعليمي.
تم إنشاء شبكة إيفل في التسعينيات  وتضمنت المركز الجامعي للعلوم والتكنولوجيا في كليرمون فيران (CUST)، والمدرسة الجامعية في ليل (EUDIL) (التي أصبحت بوليتك ليل في أبريل 2002 ) ومعهد العلوم الهندسية في مونبلييه ومعهد العلوم والتكنولوجيا في غرونوبل (ISTG) (بوليتك غرونوبل في سبتمبر 2002). وفي عام 2004، انضمت شبكة إيفل رسميًا إلى شبكة بوليتك من خلال جلب خبرتها، لا سيما في تنظيم توظيف الطلاب والتنسيق التعليمي.
تم تنظيم شبكة بوليتك في عام 2004 من خلال اعتماد ميثاق للمرشحين المستقبليين وإنشاء مكتب وسياسة مشتركة لتوظيف الطلاب. وفي عام 2010، اعتمدت الشبكة ميثاقًا رسوميًا جديدًا وشعارًا جديدًا.

## البعثات
يتم تعريف المدارس الجامعية من خلال قانون التعليم، الذي ينص على أن مهامها هي:
1. التدريب الأولي للمهندسين، بما في ذلك دراسة العمل أو التدريب المهني
2. التعليم المستمر
3. التدريب على الأبحاث
4. تطوير البحث والابتكار التكنولوجي
5. تعزيز النتائج التي تم الحصول عليها وطنيا ودوليا
6. المساعدة في التنمية المستدامة والاقتصادية والصناعية.

تساهم هذه المدارس في السياسة الدولية لجامعتها؛ فضلا عن تطوير علوم وتقنيات المعلومات والاتصالات، بما في ذلك التطبيقية للتدريب.

## المدارس
في عام 2024، تضم شبكة بوليتك ستة عشر مدرسة تشكل جزءًا من 210 مدارس هندسة فرنسية مرخصة من قبل لجنة الألقاب الهندسية لتقديم دبلوم الهندسة :
| الاسم المختصر       | الاسم الرسمي                                                           | التأسيس | الانضمام للشبكة |
| ------------------- | ---------------------------------------------------------------------- | ------- | --------------- |
| بوليتك أنجيه        | المدرسة متعدد التخصصات التقنية بجامعة أنجيه                            | 1991    | 2019            |
| بوليتك كليرمونت     | المدرسة متعدد التخصصات التقنية بجامعة كليرمون-أوفيرني (كليرمون-فيراند) | 1969    | 2006            |
| بوليتك ديجون        | المدرسة متعدد التخصصات التقنية بجامعة ديجون                            |         | 2024            |
| بوليتك غرونوبل      | المدرسة متعدد التخصصات التقنية بجامعة غرونوبل ألب                      | 1983    | 2002            |
| بوليتك ليل          | المدرسة متعدد التخصصات التقنية بجامعة ليل                              | 1974    | 2002            |
| بوليتك ليون         | المدرسة متعدد التخصصات التقنية بجامعة ليون الأولى                      | 1992    | 2012            |
| بوليتك مرسيليا      | المدرسة متعدد التخصصات التقنية بجامعة مرسيليا                          | 1985    | 2001            |
| بوليتك مونبلييه     | المدرسة متعدد التخصصات التقنية بجامعة مونبلييه                         | 1969    | 2003            |
| بوليتك نانسي        | المدرسة متعدد التخصصات التقنية بجامعة لورين (نانسي)                    | 1960    | 2017            |
| بوليتك نانت         | المدرسة متعدد التخصصات التقنية بجامعة نانت                             | 1985    | 2000            |
| بوليتك نيس صوفيا    | المدرسة متعدد التخصصات التقنية بجامعة نيس                              | 1986    | 2005            |
| بوليتك أورليانز     | المدرسة متعدد التخصصات التقنية بجامعة أورليانز                         | 1973    | 2002            |
| بوليتك باريس ساكلاي | المدرسة متعدد التخصصات التقنية بجامعة باريس ساكلاي                     | 1983    | 2010            |
| بوليتك سافوي        | المدرسة متعدد التخصصات التقنية بجامعة سافوا (آنسي، شامبيري)            | 1988    | 2006            |
| بوليتك السوربون     | المدرسة متعدد التخصصات التقنية بجامعة السوربون (باريس)                 | 1983    | 2005            |
| بوليتك تور          | المدرسة متعدد التخصصات التقنية بجامعة تور                              | 1969    | 2002            |

## الدورة التحضيرية PeiP
الطلاب الذين ينضمون إلى شبكة بوليتك بعد الحصول على البكالوريا يتبعون دورة تحضيرية تسمى دورة مدرسة بوليتك الهندسية (PeiP) للسنتين الأولين. تهدف هذه الدورة إلى إعداد الطلاب للدورة الهندسية للمدارس في شبكة بوليتك. يتكون التدريب من تدريس علمي أساسي متعدد التخصصات، تكمله دورات موجهة نحو مهنة الهندسة. تسمح بعض المدارس بالتركيز على منهج الهندسة الخاص بدءًا من السنة الثانية من برنامج PeiP، والاختيار على وجه الخصوص بين التخصص في الميكانيكا أو علوم الكمبيوتر.
يتيح الحصول على الدورة التحضيرية إمكانية الوصول إلى دورة الهندسة في أحد التخصصات التي تقدمها المدارس، بناء على التصنيف الموجود في الملف. يتم ضمان المكان الصحيح لكل طالب يكمل عامين في برنامج PeiP.

## الخريجين
أدى الجمع بين المدارس والتقارب بين جمعيات الخريجين إلى إنشاء اتحاد خريجي البوليتك في عام 2014. ويربط هذا شراكة مع المدارس ومؤسسة البوليتك لتقديم خدمة عالمية للطلاب الجدد والعائدين لتسريع التآزر والتكامل المهني عبر منصة مشتركة للمدارس والطلاب والخريجين.

## المذكرات و المراجع
1. ↑  Loi no 85-1371 du 23 décembre 1985 de programme sur l'enseignement technologique et professionnel
2. ↑   Décret n° 99-1225 du 21 décembre 1999 relatif à l’École polytechnique de l'université de Nantes نسخة محفوظة 2023-07-27 على موقع واي باك مشين.
3. ↑  "La formation des ingénieurs dans les universités françaises", note de la Commission des titres d'ingénieur (2011) نسخة محفوظة 2023-07-27 على موقع واي باك مشين.
4. ↑  "Historique". www.polytech.umontpellier.fr. مؤرشف من الأصل في 2024-02-25. اطلع عليه بتاريخ 2022-11-25.
5. ↑  Sylvie Lecherbonnier (27/05/2003). "Les réseaux Eiffel et Polytech mettent en place une politique commune de recrutement pour les étudiants issus des classes préparatoires". www.aefinfo.fr (بالفرنسية). Archived from the original (html) on 2022-11-25. Retrieved 2022-11-25. {{استشهاد ويب}}: تحقق من التاريخ في: |تاريخ= (help)
6. ↑  Article D713-19 du code de l'éducation
7. ↑  "En 2019, l'Istia devient Polytech Angers". www.istia.univ-angers.fr. اطلع عليه بتاريخ 2019-02-24. "نسخة مؤرشفة". مؤرشف من الأصل في 2019-02-25. اطلع عليه بتاريخ 2024-06-06.
8. ↑  "Historique". polytech.univ-bpclermont.fr. "نسخة مؤرشفة". مؤرشف من الأصل في 2022-01-02. اطلع عليه بتاريخ 2024-06-06.{{استشهاد ويب}}:  صيانة الاستشهاد: BOT: original URL status unknown (link)
9. ↑  "Polytech Dijon (Ex-ESIREM)". Réseau Polytech. اطلع عليه بتاريخ 2024-04-15.
10. ↑  Décret no 2002-1145 du 4 septembre 2002 relatif à l'Ecole polytechnique de l'université Grenoble-I
11. ↑  Décret no 2002-468 du 4 avril 2002 relatif à l'Ecole polytechnique universitaire de Lille
12. ↑  Décret no 2001-428 du 14 mai 2001 relatif à l'Ecole polytechnique universitaire de Marseille
13. ↑  Décret no 2003-1031 du 23 octobre 2003 relatif à l'Ecole polytechnique universitaire de Montpellier
14. ↑  Décret no 2005-219 du 2 mars 2005 relatif à l'Ecole polytechnique de l'université de Nice
15. ↑  Décret no 2002-555 du 16 avril 2002 relatif à l'institut polytechnique de l'université d'Orléans
16. ↑  Décret no 2006-801 du 5 juillet 2006 relatif à l'Ecole polytechnique universitaire de Savoie de l'université de Chambéry
17. ↑  Décret no 2005-1033 du 24 août 2005 relatif à l'école polytechnique universitaire de Sorbonne Université
18. ↑  Décret no 2002-964 du 2 juillet 2002 relatif à l'Ecole polytechnique de l'université de Tours
19. ↑  [وصلة مكسورة]

### مقالات ذات صلة
- polytech-reseau.org
- polytech.network